# Rozsnuwaczowate
Rozsnuwaczowate (Scytodidae) – rodzina pająków z podrzędu Opisthothelae. W Polsce występuje jeden gatunek – rozsnuwacz plujący (Scytodes thoracica).
Do rozsnuwaczowatych należy kilka rodzajów, z czego rodzaj Scytodes, występujący na całym świecie jest najbardziej znany. Dotychczas opisano na świecie ok. 248 gatunków.
Rozsnuwaczowate łapią swoje ofiary poprzez plucie trującą, lepką, jedwabistą cieczą, która zastyga w kontakcie z ofiarą. Mimo że jest produkowana w gruczołach jadowych umieszczonych w szczękoczułkach, ciecz zawiera zarówno jad, jak i pajęczy jedwab w ciekłej postaci. Nasycony jadem jedwab nie tylko unieruchamia ofiary, takie jak rybik cukrowy poprzez skrępowanie, ale ma także działanie trujące. W obrazach o wysokiej prędkości, można zaobserwować pająki kołyszące się z boku na bok "plując", łapią zdobycz krzyżując ją w kształt litery "Z"; krzyżują ofiarę, bo każda ze szczękoczułek tworzy połowę wzoru. Pająk uderza zwykle z odległości 10–20 mm a cały atak trwa mniej niż 1/700-ną sekundy. Po schwytaniu, pająk zazwyczaj gryzie ofiarę wstrzykując jad i owija ją w typowy dla pająków sposób przędzą z gruczoły przędnych.
Podobnie jak Sicariidae i Diguetidae pająki te należą do kladu Haplogynae (brak stwardniałych genitaliów u samic) i mają sześć oczu, które są rozmieszczone w trzech parach. Scytodidae różni od Sicariidae i Diguetidae karapaks w kształcie kopuły oraz charakterystyczny nakrapiany wzór plam.
Gdy dwa osobniki walczą ze sobą, większy zwykle jest wystarczająco silny, aby wyrwać się z sieci mniejszego, a tym samym wygrać; jednakże, przynajmniej niektóre gatunki wykazują zachowania prospołeczne, w których starsze osobniki żyją razem i pomagają młodym zdobywać pożywienie.

## Rodzaje
- Dictis L. Koch, 1872 (Chiny po Australię)
- Scyloxes Dunin, 1992 (Tadżykistan)
- Scytodes Latreille, 1804 (kosmopolityczne)
- Soeuria Saaristo, 1997 (Seszele)
- Stedocys Ono, 1995 (Malezja, Tajlandia)